# Euthyone dremma
Euthyone dremma là một loài bướm đêm thuộc phân họ Arctiinae, họ Erebidae.